# Mombasa
Mombasa (ejtsd: mombasza) Kenya második legnagyobb városa, az Indiai-óceán partján, a Parti tartomány és ezen belül Mombasza kerület (wilaya) székhelye. Fontos kikötő, az óceánparti turizmus központja, és nemzetközi repülőtér (a Mombasai nemzetközi repülőtér).
Eredeti arab neve Manbasza, szuahéli neve Kisiwa Cha Mwita („a háború szigete” - kisiwa: sziget, vita: háború) vagy röviden Mwita. Főképp iszlámhivő midzsikendák és szuahélik lakják.

## Fekvése
A város egy szigeten, a Mombasa-szigeten fekszik, a kontinenstől a Kilindini kikötő és a Tudor Creek választja el. A szárazföldhöz északon a Nyali-híd, délen a Likoni rév, nyugaton a Makupa móló és ezen az Ugandai vasútvonal kapcsolja.

## Történelme
Mombaszát az arabok alapították, mint kereskedelmi csomópontot. Az alapítás dátuma bizonytalan, de a 12. században már kereskedelmileg jelentős helynek számított. 
Vasco da Gama volt az első európai, aki a városban járt, 1498-ban.
A 16. század kezdetén a portugálok sokszor ostromolták várost, de bevenni nem tudták. 1698-ban Omán szerezte meg a várost, majd 1741-ben Bû Sa‘îd új dinasztiát alapított, és függetlenítette a várost Omántól.
1856-ban a Zanzibári Szultánság. 1887-ben a Brit Birodalom része lett.
A Parti tartomány Kenyától való elszakadását napjainkban sokan óhajtják, s ennek a célnak az elérésére létrejött szervezet Mombaszai Köztársaság néven akarja megvalósítani.

## Látnivalók

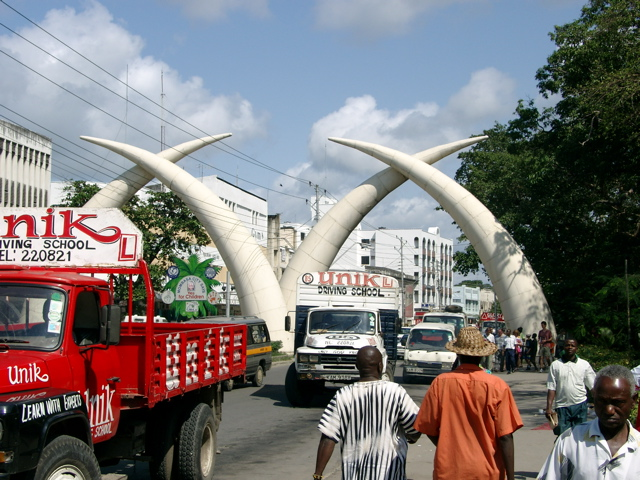
Városkapuk

- Fort-Jesus Múzeum (16. század)
- Mombasa óvárosa
- Nagypiac
- Haller Park
- Agyarak

## Turizmus
A turizmus a gazdaság legfontosabb ágazata.
2002 novemberében a Hotel Paradise-t bombatámadás érte, amelyben 15 ember meghalt.
2003-ban négy hotel leégett, de még abban az évben újjáépítették.

## Testvértelepülések
- USA Seattle, Washington
- USA Honolulu, Hawaii[3]